# Eriodictyon angustifolium
Eriodictyon angustifolium là loài thực vật có hoa trong họ Mồ hôi. Loài này được Nutt. mô tả khoa học đầu tiên năm 1848.